# Monarca de les Fiji
El monarca de les Fiji (Clytorhynchus vitiensis) és un ocell de la família dels monàrquids (Monarchidae).

## Hàbitat i distribució
Habita boscos densos de l'illa de Tau, a Samoa (antany també a les illes Ofu i Olomega), a les illes Fiji i a Tafahi, Niuatoputapu i Kalau del grup de les Tonga (antany també a Tongatapu i Eau).